# Jornal Dobrabil
O Jornal Dobrabil é um jornal em formato zine poético panfletário criado pelo poeta marginal Glauco Mattoso que circulou no Rio de Janeiro entre 1977 e 1981. É considerada uma das obras mais importantes da poesia marginal brasileira. Seu título é uma paródia ao Jornal do Brasil, então ainda em circulação. O jornal era totalmente datilografado pelo poeta, que usava as teclas da máquina como ilustração e como meio de diagramação para as páginas. Ao total foram publicadas 12 edições do jornal.

## Estrutura e distribuição
O Dobrabil apresentava diversas seções. Galeria Alegria é a seção que abordava mais explicitamente questões homossexuais e era repleta de provérbios de duplo sentido, pequenos manifestos escatológicos e comentários pseudoliterários. O jornal era fotocopiado e distribuído pelos correios para importantes nomes da cultura brasileira, como Carlos Drummond de Andrade, Tom Jobim e Décio Pignatari. As edições todas continham o mesmo número edição. a de numero hum. Hoje, todas as edições do jornal estão disponíveis digitalmente no acervo do Grupo Dignidade a partir do fundo do Grupo Gay da Bahia.